# Esaias Reusner der Jüngere

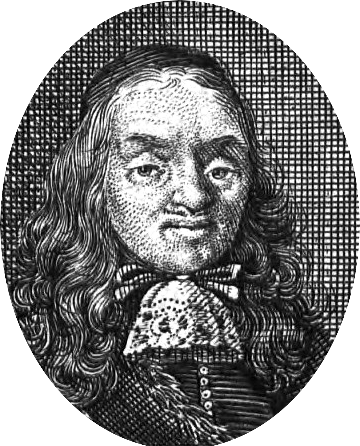
Esaias Reusner der Jüngere

Esaias Reusner der Jüngere (geboren 29. April 1636, Löwenberg, Fürstentum Schweidnitz (Schlesien); gestorben 1. Maijul. / 11. Mai 1679greg. in Berlin) war ein deutscher Komponist und Lautenist.

## Leben und Wirken
Esaias Reusner der Jüngere war der Sohn von Esaias Reusner dem Älteren und seiner Frau Blandina, geborene Reich. Er wurde von seinem Vater im Lautenspiel unterrichtet und zeigte sich als musikalisches Wunderkind. Die Familie war verwandt mit dem Dichter und Historiker Elias Reusner und seinem Bruder, dem Rechtswissenschaftler Nikolaus von Reusner, die ebenfalls in Löwenberg lebten. Nachdem Esaias’ Mutter Blandina im Jahr 1645 verstorben war, zog die Familie nach Breslau, wo Esaias nach Aussage des Wiener Musikhistorikers Josef Zuth (Veröffentlichung von 1926–1928) als Page im Dienst des schwedischen Grafen Wittenberg gestanden haben soll, danach beim Königlichen Kriegskommissar Müller, was aber nicht eindeutig belegt ist. Gesichert ist, dass er im Jahr 1651 Kammerdiener der Fürstin Radziwill in Polen wurde, die ihn zur weiteren Ausbildung zu einem herausragenden französischen Lautenisten, der namentlich nicht bekannt ist, geschickt haben soll. Reusner kam 1654 nach Breslau zurück, und im darauf folgenden Jahr kam er als Lautenist an den Hof von Georg III. von Liegnitz, Brieg und Wohlau. Nachdem Fürst Georg 1664 verstorben war, ging Reusner an den Hof des Herzogs Christian von Brieg, der 1672 verstarb. Von 1672 bis 1673 unterrichtete er Laute an der Universität Leipzig und wurde am 5. Februar 1674 zum Kammermusikanten und Lautenisten des Brandenburger „Großen Kurfürsten“ Friedrich Wilhelm in Berlin ernannt. Er hatte 1660 in Breslau seine Frau Maria (geborene Böhm) geheiratet und hatte mit ihr drei Söhne. Reusner ist am 1. Maijul. / 11. Mai 1679greg. im Alter von 43 Jahren und 11 Tagen in Berlin verstorben.

## Bedeutung
Esaias Reusner der Jüngere war der erste deutsche Lautenkomponist von größerer Bedeutung. Mit seinen beiden Sammlungen von Suiten Delitiae testudinis und Neue Lauten-Früchte, welche auch wichtige Zeugnisse für die Entwicklung der Instrumentalsuite darstellen, führte er den ornamentalen Lautenstil in Deutschland ein, wobei er auch die d-Moll-Stimmung der so genannten neueren französischen Schule übernahm. Der Komponist und Lautenist Ernst Gottlieb Baron (1696–1760) charakterisierte diese Werke in seiner Veröffentlichung von 1727 wie folgt: Die beiden Reusner, Vatter und Sohn, […] sind ohne Zweifel die ersten, welche sich befleissiget schon ungezwungene und mit dem Genio des Instruments übereinkommende Melodien selbst zu componieren; da man in alten Zeiten sich meist mit abgesetzten Stücken hatte behelffen müssen (Seite 72). Der Einfluss Reusners erstreckte sich auf ganz Deutschland des 17. Jahrhunderts, und sein musikalischer Stil hat spätere Lautenisten wie Silvius Leopold Weiss beeinflusst.
Reusners insgesamt 28 Lautensuiten stehen jeweils in einer Dur- oder Moll-Tonart und sind aus vier bis neun Sätzen aufgebaut; sie zeigen das Grundmuster der späteren Tanzsuite Allemande – Courante – Sarabande – Gigue. Die meisten der längeren Suiten beginnen mit einer anderen Tanzform, wie Paduana oder Ballo, oder einem typisch französischen Improvisations-Präludium, und viele enden mit einem anderen Tanz als der Gigue.

## Werke

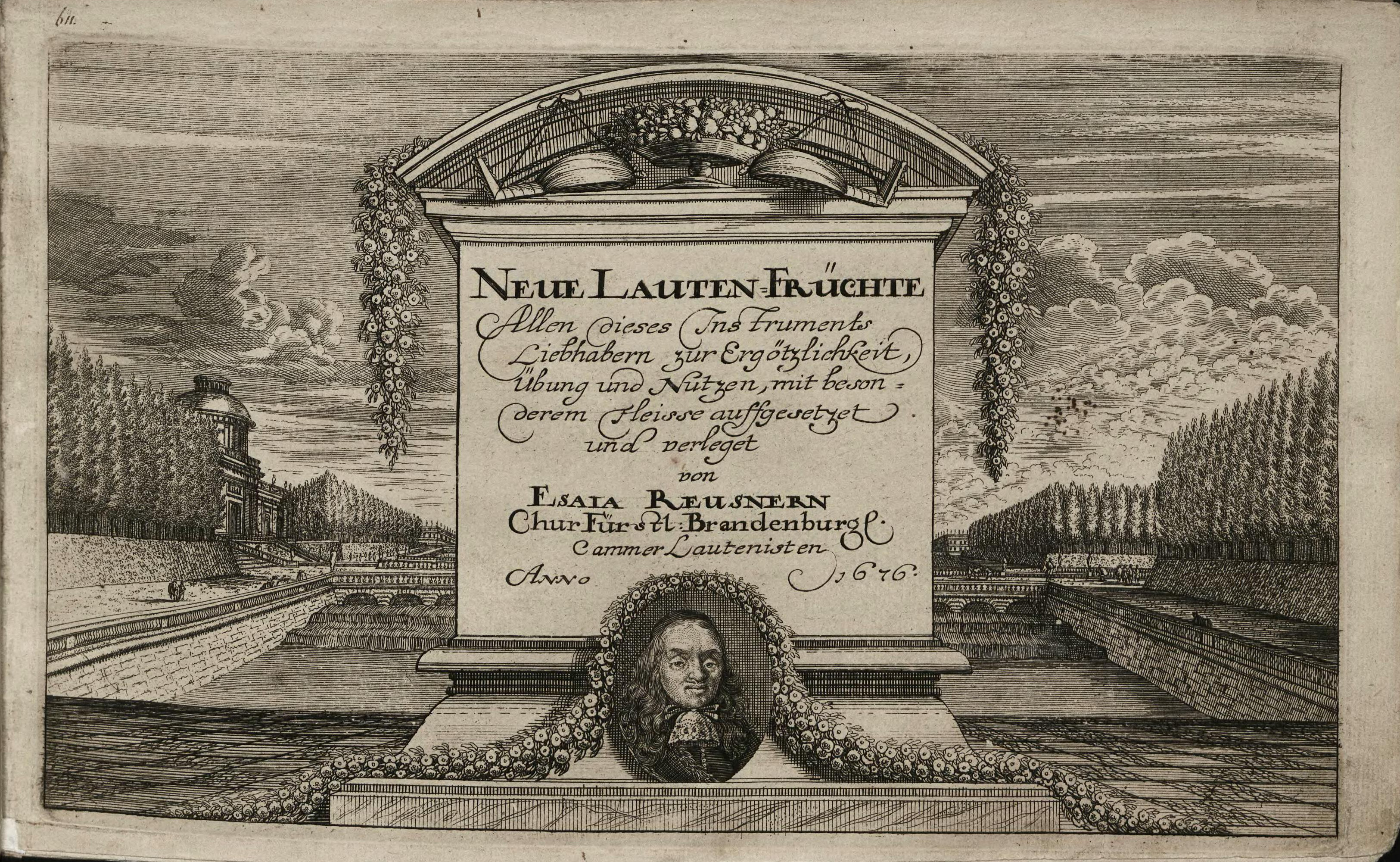
Reusners Neue Lauten-Früchte

- Delitiae testudinis oder Erfreuliche Lautenlust, ohne Ortsangabe 1667, Nachdruck Breslau 1668; Neudruck Leipzig 1697
- Musikalische Taffel-Erlustigung […] auf die Laute gesetzt […], in 4 Stimmen gebracht, also das dieselben nach frantzösischer Art auf Violen füglich können gebraucht werden (Bearbeitung für Violen und Basso continuo von Johann Georg Stanley), Brieg 1668
- Musicalische Gesellschafts Ergetzung, Orchestersuite für Violine, 2 Violen und Basso continuo, Brieg 1670
- Neue Lauten-Früchte, Berlin 1676
- Hundert Geistliche Melodien Evangelischer Lieder, Berlin 1678
- Musicalischer Blumenstrauss, Bremen 1673, gilt als verschollen